# Cold (Band)
Cold ist eine US-amerikanische Rockband aus Jacksonville, Florida.

## Bandgeschichte
Die Band wurde 1996 von Scooter Ward und Sam McCandless unter dem Namen Grundig gegründet. Auf Grund von Streitigkeiten mit der deutschen Firma Grundig AG, benannten sie sich in Cold um. Als Fred Durst auf sie aufmerksam wurde, nahm er sie unter Vertrag. Das erste selbstbetitelte Album erschien 1998 auf Fred Dursts A&M Records, welche später von Geffen Records übernommen wurden. 2000 erschien das Nachfolgealbum 13 Ways to Bleed on Stage. Es wurde in den USA sehr erfolgreich verkauft, vier Singles wurden ausgekoppelt. Das dritte Album Year of the Spider erschien 2003 wieder auf Geffen. 2003/2004 verließen die beiden Gitarristen Terry Balsamo (jetzt Evanescence) und Kelly Hayes die Band. Ersetzt wurden sie durch Eddie Randini (Darwin’s Waiting Room) und Matt Loughran (Ex-Grundig).
Mitte 2004 verließ die Band ihr altes Label Geffen und unterschrieb bei Atlantic Records. Am 10. August 2005 ist das vierte und vorerst letzte Album A Different Kind of Pain erschienen. Nach einer ersten Trennung und einer Reunion im Frühjahr 2006 gab die Band im November 2006 ihre endgültige Trennung bekannt. Nach Angaben von Scooter Ward wollte er Cold allerdings am Leben lassen. Es entstand sein Projekt The Killer and the Star. Im Jahre 2009 kam es zu einer Wiedervereinigung der Band. Das aktuelle Album „Superfiction“ erschien im Sommer 2011. Am 6. Februar 2014 startete COLD ein Crowdfunding-Projekt, um die Produktion einer DVD und eines Doppelalbums finanzieren. Dabei handelte es sich um das Live-Album COLD:LIVE.
Am 27. Juni 2019 erschien acht Jahre nach dem letzten Studioalbum die Single Shine. Das zugehörige Album The Things We Can’t Stop soll am 13. September 2019 erscheinen.

## Weitere Projekte
Scooter Ward gründete nach dem Ende von Cold das Projekt The Witch, welches später in When November Falls umbenannt wurde. Das erste Album The Series of Emotion sollte ursprünglich im Herbst 2007 erscheinen. Anfang 2008 benannte Scooter die Band jedoch erneut in The Killer and the Star um. Das gleichnamige erste Album erschien im Juli 2009 auf dem Label I AM: WOLFPACK von Produzent Ross Robinson.

## Diskografie

### Studioalben
| Jahr | Titel Musiklabel                         | Höchstplatzierung, Gesamtwochen, AuszeichnungChartplatzierungen (Jahr, Titel, Musiklabel, Platzierungen, Wochen, Auszeichnungen, Anmerkungen) | Höchstplatzierung, Gesamtwochen, AuszeichnungChartplatzierungen (Jahr, Titel, Musiklabel, Platzierungen, Wochen, Auszeichnungen, Anmerkungen) | Anmerkungen                                                  |
| Jahr | Titel Musiklabel                         | UK | US | Anmerkungen                                                  |
| ---- | ---------------------------------------- | --- | --- | ------------------------------------------------------------ |
| 1998 | Cold A&M Records                         | — | — | Erstveröffentlichung: 2. Juni 1998                           |
| 2000 | 13 Ways to Bleed on Stage Geffen Records | UK85 (1 Wo.)UK | US98 Gold · (27 Wo.)US | Erstveröffentlichung: 12. September 2000 Verkäufe: + 500.000 |
| 2003 | Year of the Spider Geffen Records        | — | US3 Gold · (21 Wo.)US | Erstveröffentlichung: 13. Mai 2003 Verkäufe: + 500.000       |
| 2005 | A Different Kind of Pain Lava Records    | — | US26 (5 Wo.)US | Erstveröffentlichung: 30. August 2005                        |
| 2011 | Superfiction Eleven Seven Music          | — | US37 (2 Wo.)US | Erstveröffentlichung: 19. Juli 2011                          |
| 2019 | The Things We Can’t Stop Napalm Records  | — | — | Erstveröffentlichung: 13. September 2019                     |

### EPs
- 1998: Oddity
- 2000: Acoustic
- 2000: Project 13
- 2000: Something Wicked This Way Comes

### Singles
| Jahr | Titel Album                    | Höchstplatzierung, Gesamtwochen, AuszeichnungChartplatzierungen (Jahr, Titel, Album, Platzierungen, Wochen, Auszeichnungen, Anmerkungen) | Höchstplatzierung, Gesamtwochen, AuszeichnungChartplatzierungen (Jahr, Titel, Album, Platzierungen, Wochen, Auszeichnungen, Anmerkungen) | Anmerkungen                                         |
| Jahr | Titel Album                    | UK | US | Anmerkungen                                         |
| ---- | ------------------------------ | --- | --- | --------------------------------------------------- |
| 1998 | Give Cold                      | UK83 (1 Wo.)UK | — | Erstveröffentlichung: Januar 1998                   |
| 1998 | Go Away Cold                   | UK91 (1 Wo.)UK | — | Erstveröffentlichung: Mai 1998                      |
| 2003 | Stupid Girl Year of the Spider | — | US87 (20 Wo.)US | Erstveröffentlichung: April 2003 feat. Rivers Cuomo |

Weitere Singles
- 2000: Just Got Wicked
- 2000: Confession
- 2000: No One
- 2001: End of the World
- 2001: Bleed
- 2002: Gone Away
- 2003: Suffocate
- 2005: Happens All the Time
- 2006: A Different Kind of Pain
- 2011: Wicked World
- 2012: American Dream

## Auszeichnungen für Musikverkäufe
Anmerkung: Auszeichnungen in Ländern aus den Charttabellen bzw. Chartboxen sind in ebendiesen zu finden.
| Land/RegionAuszeichnungen für Musikverkäufe (Land/Region, Auszeichnungen, Verkäufe, Quellen) | Gold     | Platin | Verkäufe  | Quellen  |
| -------------------------------------------------------------------------------------------- | -------- | ------ | --------- | -------- |
| Vereinigte Staaten (RIAA)                                                                    | 2× Gold2 | —      | 1.000.000 | riaa.com |
| Insgesamt                                                                                    | 2× Gold2 | —      |           |          |